# Nick Alexander
Nick Alexander é um escritor inglês, conhecido pelo seu livro 50 Reasons to Say Goodbye (2004). 
Nick passou a sua juventude nas povoações costeiras de Margate e Thanet na Inglaterra, após o que estudou e viveu em Wolverhampton e Cambridge, tendo-se finalmente fixado em Nice, na França. Não conseguindo que nenhuma editora publicasse o seu primeiro romance, 50 Reasons to Say Goodbye, Nick decidiu ele próprio publicá-lo. Este romance, juntamente com Sottopassaggio (2005) e Good Thing, Bad Thing (2006) estão agora publicados pela BigFib Books.

## Obra
- 50 Reasons to Say Goodbye (2004)
- Sottopassaggio (2005)
- Good Thing, Bad Thing (2006)
- Better Than Easy (2009)
- 13:55 Eastern Standard Time (2007)